# Spitzige Lun
Die Spitzige Lun ist ein 2324 m hoher Gipfel in den Planeiler Bergen, einer Untergruppe der Ötztaler Alpen in Südtirol.

## Lage
Sie liegt im Vinschger Oberland, oberhalb der Ortschaft Mals und den Hängen des Sonnenbergs, und ist der letzte südwestliche Ausläufer des Kammes, der das Planeiltal im Osten begrenzt.
Der Name leitet sich womöglich von rätoromanisch Piz Vilan, was in etwa „Hausberg“ bedeutet, ab.

## Aufstieg
Es gibt verschiedene Möglichkeiten für den Aufstieg auf die Spitzige Lun:
- Aufstieg von Mals (1051 m; Gehzeit etwa 4–5 Stunden)
- Aufstieg über Malettes (1500 m)
- Aufstieg über Gemassen
- Aufstieg von Matsch
- Aufstieg von Planeil (1596 m)

Vom Gipfel hat man eine weite Aussicht auf die vergletscherten Ortlerberge im Süden sowie auf die Gipfel der Sesvenna im Westen.